# 曹璉
曹璉（1564年10月17日—1610年），字叔玉、用初，號還素，山東青州府益都縣人，民籍，明朝政治人物。

## 生平
萬曆二十二年（1594年）甲午科山東鄉試第七十四名舉人，二十九年（1601年）中式辛丑科會試第九十二名，二甲第二十二名進士。授戶部主事，榷滸墅關稅，事畢，督理大同邊儲，三十八年突發疾卒。

## 家族
曾祖曹聰；祖父曹崇，衡府庫官；父曹仲，累封中宪大夫西安知府。母高氏（封恭人）。具慶下。妻鍾氏。兄曹珩、曹璜（丙戌進士）、曹珠，弟曹珖（同科進士）。